# Liste de mosquées de Hong Kong
Cet article présente la liste de mosquées de Hong Kong.

## Liste
| Nom                                           | Image | District            | Inauguration      | Station       |
| --------------------------------------------- | ----- | ------------------- | ----------------- | ------------- |
| Mosquée Jamia de Hong Kong (些利街清真寺)     |       | Central and Western | 1905              | Central       |
| Mosquée Kowloon de Hong Kong (九龍清真寺)     |       | Yau Tsim Mong       | 11 mai 1984       | Tsim Sha Tsui |
| Mosquée Ammar de Hong Kong (愛群清真寺)       |       | Wan Chai            | 14 septembre 1981 | Wan Chai      |
| Mosquée Stanley de Hong Kong (赤柱清真寺)     |       | Southern            | 1er janvier 1937  | Chai Wan      |
| Mosquée de Chai Wan de Hong Kong (柴灣清真寺) |       | Eastern             | 4 août 1963       | Chai Wan      |
| Mosquée Ibrahim de Hong Kong (亞伯拉罕清真寺) |       | Yau Tsim Mong       | 24 novembre 2013  | Yau Ma Tei    |